# دوري سانت كيتس ونيفيس لكرة القدم
دوري سانت كيتس ونيفيس لكرة القدم هو الدوري الوطني لكرة القدم في سانت كيتس ونيفيس، .البطل الحالي هو نادي سبرستار.